# Romina Biagioli
Romina Natalí Biagioli (Cordova, 3 aprile 1989) è una triatleta argentina.

## Biografia
Ha partecipato ai Giochi di Tokyo 2020.
Ha vinto 1 oro e 1 argento ai Giochi panamericani del 2011 e del 2019.
È la sorella della nuotatrice olimpica Cecilia Biagioli.